# Christian Hjermind
Christian Hjermind, né le 25 juillet 1973 à Copenhague, est un handballeur danois.

## Biographie
Christian Hjermind commence sa carrière au Virum-Sorgenfri HK puis rejoint en 1994 Hellerup IK. En 1996, il prend la direction du plus scandinave des clubs allemands, le SG Flensburg-Handewitt. Si le club ne remporte qu'une Supercoupe d'Allemagne en 2000, il s'impose malgré tout comme une place forte du handball allemand en étant quatre fois vice-champion d'Allemagne, mais aussi du handball européen avec trois coupes d'Europe remportées (Coupe de l'EHF masculine 1996-1997, Coupe des Villes 1998-1999 et Coupe des coupes 2000-2001) et deux autres finales perdues en Coupe de l'EHF en 1998, 2000. Au passage, il est élu meilleur handballeur de l'année au Danemark en 1997.
En 2001, il prend la direction de l'Espagne et du BM Ciudad Real avec lequel il remporte la Coupe des coupes en 2002 (battant en finale son ancien club, Flensburg) et en 2003, ainsi que la Coupe du Roi en 2003. Cette même année, il décide de retourner au Danemark au KIF Kolding où il remporte trois titres de champion du Danemark en 2005, 2006 et 2009 et deux Coupes du Danemark en 2005 et 2007. 
Toutefois, en 2007, le BM Ciudad Real se retrouve en manque d'ailier droit puis Mirza Džomba est parti au RK Zagreb et Luc Abalo n'arrivera que la saison suivante. Il accepte alors à 34 ans de venir jouer pour son ancien club. Mais, en janvier 2008, Ciudad Real ayant trop de joueur étrangers et l'ailier Roberto García Parrondo ayant rejoint le club, il retourne à Kolding où il devient manager du club en mars 2008 et arrête ainsi sa carrière, même s'il retrouvera les parquets lors de la saison 2008/09 du fait des nombreux blessés dans l'équipe danoise.

## Palmarès

### Club
Compétitions internationales
- Vainqueur de la Coupe des coupes (C2) (3) : 2001, 2002, 2003
- Coupe de l'EHF (C3)
  - Vainqueur (1) : 1997
  - Finaliste en 1998, 2000
- Vainqueur de la Coupe des Villes (C4) (1) : 1999

Compétitions nationales
- Vainqueur de la Supercoupe d'Allemagne (1) : 2000
- Vice-champion d'Allemagne en 1997, 1999, 2000
- Finaliste de la Coupe d'Allemagne en 2000
- Vainqueur de la Coupe du Roi (1) : 2003
- Vainqueur du Championnat du Danemark (3) : 2005, 2006, 2009
- Vainqueur de la Coupe du Danemark (2) : 2005, 2007

### Sélection nationale
Championnats d'Europe
- Médaille de bronze Championnat d'Europe 2004,  Slovénie
- Médaille de bronze Championnat d'Europe 2002,  Suède

### Distinctions individuelles
- élu meilleur handballeur de l'année au Danemark en 1997